# Gaya Wisniewski
Gaya Wisniewski est une autrice-illustratrice belge, née le 28 août 1980 à Uccle en Belgique.

## Biographie
Née le 28 août 1980 à Uccle en Belgique, Gaya Wisniewski étudie l’illustration à l'Institut Saint-Luc à Bruxelles. Après douze ans comme professeure de dessin, elle entame l'écriture et la réalisation de son premier livre jeunesse, Mon bison aux éditions MeMo. Depuis 2016, elle a quitté la Belgique pour le Gers, où elle se consacre à l’illustration.

## Publications

### Autrice-illustratrice
- Mon bison, éditions MeMo, 2018
- Chnourka, éditions MeMo, 2019
- Ours à New York, éditions MeMo, 2020
- Papa, écoute-moi, éditions MeMo, 2020
- L'Été de Chnourka, éditions MeMo, 2021
- Le voyage de Chnourka, Éditions Memo, 2023

### Illustratrice
- Akita et les Grizzlys, texte de Caroline Solé, L'École des loisirs, 2019[2]
- Thao et le Hamö secret, texte de Caroline Solé, L'École des loisirs, 2020
- Jimi de la planète aux couleurs, texte de Caroline Solé, l'École des loisirs, 2022
- Ma plus belle ombre, texte de Carl Norac, MeMo, 2022[3]
- Jimi : bleu nuit, texte de Caroline Solé, l'École des loisirs, 2023
- Piccadilly Circus[4], texte de Alex Cousseau, Éditions Memo, 2023
- Neb, texte de Caroline Solé, L'école des loisirs, 2024

## Prix et distinctions
- Mon bison : prix Libbylit (de l'IBBY) 2018, catégorie album ; prix Jérôme Main 2019, premier album ; prix littéraires de la Fédération Wallonie-Bruxelles 2019: prix de la première œuvre en littérature de jeunesse[5]
- Pépite de la Fiction junior 2019[6],[7] du  Salon du livre et de la presse jeunesse pour Akita et les grizzlys qu'elle a illustré, sur un texte de Caroline Solé